# Adriano Carvalho
Adriano Carvalho Cristino (* 22. Mai 1970 in Lissabon) ist ein portugiesischer Film- und Fernsehschauspieler.

## Leben
Adriano Carvalho begann 1989 ein Studium an der Lissabonner Film- und Theaterhochschule Escola Superior de Teatro e Cinema. 1990 brach er sein Studium dort ab und wechselte zur weiteren Ausbildung nach Coimbra, an das dortige Teatro dos Estudantes da Universidade de Coimbra, das Studententheater der Universität Coimbra (bis 1992).
1994 ging er an das Theater von Sintra und wurde hier Berufsschauspieler, arbeitete zudem an mehreren Stellen der Produktion. Daneben begann er nun auch für Film- und Fernsehproduktionen zu schauspielern, was fortan wesentlicher Schwerpunkt seiner Arbeit wurde.
2006 spielte er seine erste Hauptrolle in einer portugiesischen Filmproduktion, im dramatischen Kolonialkriegskrimi 20,13 von Regisseur Joaquim Leitão. Es folgten weitere Rollen in Fernsehserien, Telenovelas, Kurz- und Kinofilmen, darunter auch vereinzelte internationale Produktionen. So spielte er 2022 im deutschen Fernsehkrimi Lost in Fuseta – Ein Krimi aus Portugal die Rolle des Vorgesetzten des Ermittlungsteams.
Carvalho war für eine Reihe portugiesischer Filmpreise nominiert, von denen er einige auch gewann, darunter 2015 den Preis als bester Schauspieler beim Filmfestival von Figueira da Foz, 2017 einen Prémio Sophia und 2019 den Schauspielpreis der portugiesischen Stiftung für die Rechteverwertung von Künstlern (Fundação GDA).

## Filmografie
- 1994: Trapos e Companhia (Fernsehserie)
- 1995: 10:42-10:45 (Kurzfilm)
- 1996: Roseira Brava (Fernsehserie, eine Folge)
- 1996: 2000 Film Project (Kurzfilm)
- 1997: Fátima (Fernsehfilm); R: Fabrizio Costa
- 1998: Ora Viva! (Fernsehserie, drei Folgen)
- 1999: Jornalistas (Fernsehserie, eine Folge)
- 1999: Médico de Família (Fernsehserie, eine Folge)
- 2001: Milionários à Força (Fernsehserie, eine Folge)
- 2001: Bastidores (Fernsehserie)
- 2001: Alves dos Reis, um Seu Criado (Fernsehmehrteiler)
- 2002: Pulsação Zero (Fernsehfilm); R: Fernando Fragata
- 2002: O Bairro da Fonte (Fernsehserie, eine Folge)
- 2002: O Último Beijo (Telenovela)
- 2002–2003: Amanhecer (Telenovela)
- 2003: Saber Amar (Fernsehserie)
- 2003: Antes Que o Tempo Mude; R: Luís Fonseca
- 2003: A Curiosidade Matou o Gato (Kurzfilm); R: Rui Neto
- 2003–2004: O Teu Olhar (Telenovela)
- 2004: Segredo (Fernsehserie)
- 2004: A Ferreirinha (Fernsehserie)
- 2004: Inspector Max (Fernsehserie, zwei Folgen)
- 2005: Até Amanhã, Camaradas (Fernsehmehrteiler); R: Joaquim Leitão
- 2005: Pedro e Inês (Fernsehmehrteiler)
- 2005: O Engano (Kurzfilm); R: José Pedro Martins
- 2006: Quando os Lobos Uivam (Fernsehmehrteiler)
- 2006: 20,13; R: Joaquim Leitão
- 2006: O Primeiro Dia (Kurzfilm); R: Paula Mourão
- 2007: Uma Aventura (Fernseh-Dreiteiler)
- 2007: Paixões Proibidas (Telenovela)
- 2007: Fragile(s); R: Martin Valente
- 2007: Vingança (Fernsehserie)
- 2007: Inrotulável (Kurzfilm); R: Rodrigo Lamounier
- 2007–2008: Resistirei (Telenovela)
- 2008: Morangos com Açúcar (Fernsehserie)
- 2008: Amália; R: Carlos Coelho da Silva
- 2008: Casos da Vida (Fernsehserie, eine Folge)
- 2008–2009: Conta-me Como Foi (Fernsehserie)
- 2009: Star Crossed; R: Mark Heller
- 2009: Pai à Força (Fernsehserie, eine Folge)
- 2009: Um Lugar Para Viver (Fernsehmehrteiler)
- 2010: Cidade Despida (Fernsehserie, eine Folge)
- 2010: O Tenente (Kurzfilm); R: Rafael Antunes
- 2010: República (Fernsehmehrteiler)
- 2010: Gigola; R: Laure Charpentier
- 2010: Um Natal Especial: Conto de Natal (Fernsehfilm); R: Rafael Antunes, João Azevedo
- 2010: Aperitivo (Kurzfilm); R: Philip Rylatt, Telmo Vicente
- 2011: Cuidado com a Língua (Fernsehserie, eine Folge)
- 2011: Redenção (Fernsehmehrteiler)
- 2011: Tempo Final (Fernsehmehrteiler, eine Folge)
- 2011: Je m'appelle Bernadette; R: Jean Sagols
- 2011: Rosa Fogo (Telenovela)
- 2011: Voyeur; R: Victor Candeias
- 2011: Respira (Kurzfilm); R: Philip Rylatt, Telmo Vicente
- 2011: Epílogo (Kurzfilm); R: André Mendes
- 2011–2012: Remédio Santo (Telenovela)
- 2012: O Profeta (Fernsehfilm); R: Artur Ribeiro
- 2012: A Viagem do Sr. Ulisses (Fernsehfilm); R: Jorge Queiroga
- 2012: Liberdade 21 (Fernsehserie, eine Folge)
- 2012: O Meu Avô (Kurzfilm); R: Tony Costa
- 2012: Operação Outono; R: Bruno de Almeida
- 2012: Maternidade (Fernsehserie, eine Folge)
- 2012: Marcas Soltas; R: Luis Rodrigues
- 2012: A Morte Vai ao Psiquiatra  (Kurzfilm); R: Diogo Lima
- 2013: Trilho; R: Gonçalo Silva
- 2013: Mundo ao Contrário (Fernsehserie, fünf Folgen)
- 2013: Uma Família Açoriana (Fernsehmehrteiler)
- 2013–2014: Os Filhos do Rock (Fernsehserie, drei Folgen)
- 2013–2014: Belmonte (Telenovela)
- 2014: Bairro (Fernsehserie, eine Folge)
- 2014: Doce Lar (Kurzfilm); R: Nuno Baltazar
- 2014: Giras e Falidas (Fernsehserie, eine Folge)
- 2015: Cinzento e Negro; R: Luís Filipe Rocha
- 2015: Otorrinolaringologista (Kurzfilm); R: André Pereira
- 2016: A Mãe é que Sabe; R: Nuno Rocha
- 2016: Mata Hari (Fernsehserie, eine Folge)
- 2017: Vazante; R: Daniela Thomas
- 2017: Cradle of Life (Kurzfilm); R: Hugo Morgado
- 2017: A Ponte na Califórnia (Kurzfilm); R: Pedro Amorim
- 2018: 1986 (Fernsehserie)
- 2018: California (Kurzfilm); R: Nuno Baltazar
- 2018: Circo Paraíso (Fernsehserie)
- 2018–2019: Alma e Coração (Fernsehserie)
- 2019: Snu; R: Patrícia Sequeira
- 2019: Patrick; R: Gonçalo Waddington
- 2019: Intemperie; R: Benito Zambrano
- 2019: Sul (Fernsehserie)
- 2019: Escuta (Kurzfilm); R: Eric Romero
- 2019–2020: Luz Vermelha (Fernsehserie)
- 2020: A Espia (Fernsehmehrteiler)
- 2020: Para Cá do Marão (Kurzfilm); R: José Mazeda
- 2020: Salto (Kurzfilm); R: Nuno Baltazar
- 2020: O Atentado (Fernsehserie)
- 2020–2021: Crónica dos Bons Malandros (Fernsehserie)
- 2021: Esperança (Fernsehserie, eine Folge)
- 2021: Amor Amor (Fernsehserie)
- 2021: Glória (Fernsehserie)
- 2022: Causa Própria (Fernsehserie)
- 2022: Operation Marea Negra (Fernsehserie, zwei Folgen)
- 2022: Restos do Vento; R: Tiago Guedes
- 2022: Lost in Fuseta – Ein Krimi aus Portugal (Fernsehfilm, zwei Teile); R: Florian Baxmeyer